# Горекацанське сільське поселення
Горека́цанське сільське поселення (рос. Горекацанское сельское поселение) — сільське поселення у складі Ульотівського району Забайкальського краю Росії.
Адміністративний центр — село Горекацан.

## Населення
Населення сільського поселення становить 1014 осіб (2019; 1076 у 2010, 1156 у 2002).

## Склад
До складу сільського поселення входять:
| Населений пункт | Населення, осіб (2002) | Населення, осіб (2010) |
| --------------- | ---------------------- | ---------------------- |
| Горека, село    | 340                    | 317                    |
| Горекацан, село | 464                    | 412                    |
| Шехолан, село   | 352                    | 347                    |